# عبد القادر حمزة
عبد القادر «باشا» بن محمد بن عبد القادر حمزة (1297 هـ - 1360 هـ‍ / 1880 - 6 يونيو 1941م) صحافي مؤرخ، من كبار الكتاب في السياسة المصرية.

## حياته
ولد في شبراخيت التابعة للبحيرة، بمصر. تعلم الحقوق بالقاهرة، واحترف المحاماة سنة 1902م، ثم تفرغ للصحافة، فترأس تحرير جريدة الأهالي اليومية بالإسكندرية سنة 1910 إلى أن أصدر البلاغ سنة 1923 بالقاهرة. أبلىٰ في قضية مصر الوطنية بلاءً مذكوراً. جعل من أعضاء مجلس الشيوخ، ومن أعضاء المجمع اللغوي.
صنف كتاب على هامش التاريخ المصري القديم جزآن، وترجم عن الإنجليزية التاريخ السري للاحتلال البريطاني لمصر الذي ألفه ويلفريد بلنت والسيف والنار في السوادان من تأليف سلاطين باشا وترجم في صباه عدة روايات، منها الأميرة دي كليف عن الفرنسية.
كان هادئ الطبع، وقوراً، عرف مصطفى كامل باشا وناصَرَ حركته، ولما قامت ثورة 1919 هاجم سعد زغلول فحاربه حزب الوفد، وهوجمت جريدة الأهالي وأشعل المتظاهرون فيها النيران ولم يمنعه ذلك من مهاجمة الاستعمار والسراي وانتقد مشروع ملنر. وجد الوفد آراءه تتفق معهم فجمعت الفكرة الوطنية بينهم وانتقلت الأهالي إلى القاهرة وأصبحت صحيفة الوفد، وتعرضت للمصادرة والغلق، ثم أصدر جريدة البلاغ في 28 يناير 1923 واتصل بسعد زغلول فعضد الوفد زمناً. اختلف عبد القادر حمزة بعد ذلك مع مصطفى النحاس وانشق عن الوفد وبدأ يدرس تاريخ مصر القديم وكل ما كتب عن بلاده وكتب كتابه على هامش التاريخ المصري والذي صدر منه الجزء الأول.
كتب مقالاً سنة 1904م في عدد مارس من مجلة المقتطف تحت عنوان «خطر علينا وعلى الدين» وهو واضح الدلالة في تأثر صاحبه بتاريخ النهضة الأوروبية وفي دعوته إلى اقتفاء أثرها. (راجع كتاب الإتجاهات الوطنية في الأدب المعاصر، محمد محمد حسين، صفحة 320)
أطلق اسمه على شارع من أهم شوارع دمنهور إلا أن الاسم القديم كان من الصعب محوه وهو عطفة المغاربة والمشهور في دمنهور بتجارة وتصنيع الخيش والحبال والمشمعات. توفي في 6 يونيو عام 1941 بالقاهرة.

## المصدر
- موسوعة الأعلام، خير الدين الزركلي، 1980
- أسرة عبد القادر حمزة تستنكر الإساءة لاسم البلاغ
- عبد القادر حمزة.. رائد من رواد الصحافة في مصر
- مقالات الكات عبد القادر حمزة